# Mój anioł stróż
Mój anioł atróż – amerykański film fabularny z 1970 roku w reżyserii Jána Kadára. Zdjęcia do filmu zrealizowano w Nowym Jorku

## Fabuła
Morris Mishkin to starszy, bardzo religijny Żyd, mieszkający w Nowym Jorku. Ma bardzo ciężko chorą żonę, Fanny. Morris jest krawcem, lecz nie może pracować. Dlatego brakuje mu pieniędzy na podstawowe potrzeby, nie mówiąc o lekach dla żony. Sytuacja wydaje się beznadziejna. Pewnego dnia, w kuchni Morrisa i Fanhny, zjawia się czarnoskóry mężczyzna. Przedstawia się jako anioł, zesłany przez Boga. Chce pomóc małżeństwu wybrnąć z ich trudnego położenia.

## Obsada
- Zero Mostel jako Morris Mishkin
- Harry Belafonte jako Alexander Levine
- Ida Kamińska jako Fanny Mishkin
- Milo O’Shea jako doktor Arnold Berg
- Gloria Foster jako Sally
- Barbara Ann Teer jako Welfare Lady
- Eli Wallach jako sprzedawca w delikatesach

i inni